# Phodilus prigoginei
La lechuza del Congo (Phodilus prigoginei) es una especie de  ave estrigiforme de la familia Tytonidae. 
Fue descubierta en marzo de 1951 en Muusi, en las montañas Itombwe (República Democrática del Congo) y no volvió a ser detectada hasta que un ejemplar fue capturado y vuelto a liberar en mayo de 1996 en la misma región (aunque en 1974 había una cita sin confirmar). Desde entonces casi no hay información sobre ella excepto un ave que fue escuchada en enero-febrero de 1990.
Su hábitat natural son las áreas altas húmedas tropicales y subtropicales.